# スルーホール実装

スルーホール実装の断面図（抵抗器の例）

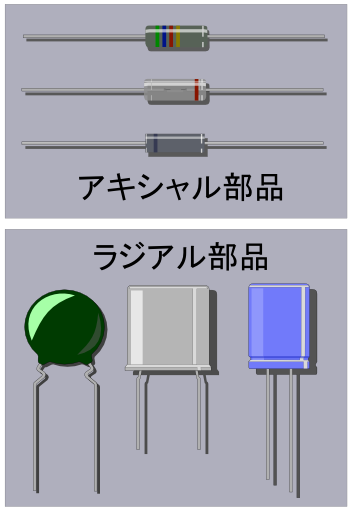
スルーホール実装に使用されるリード部品

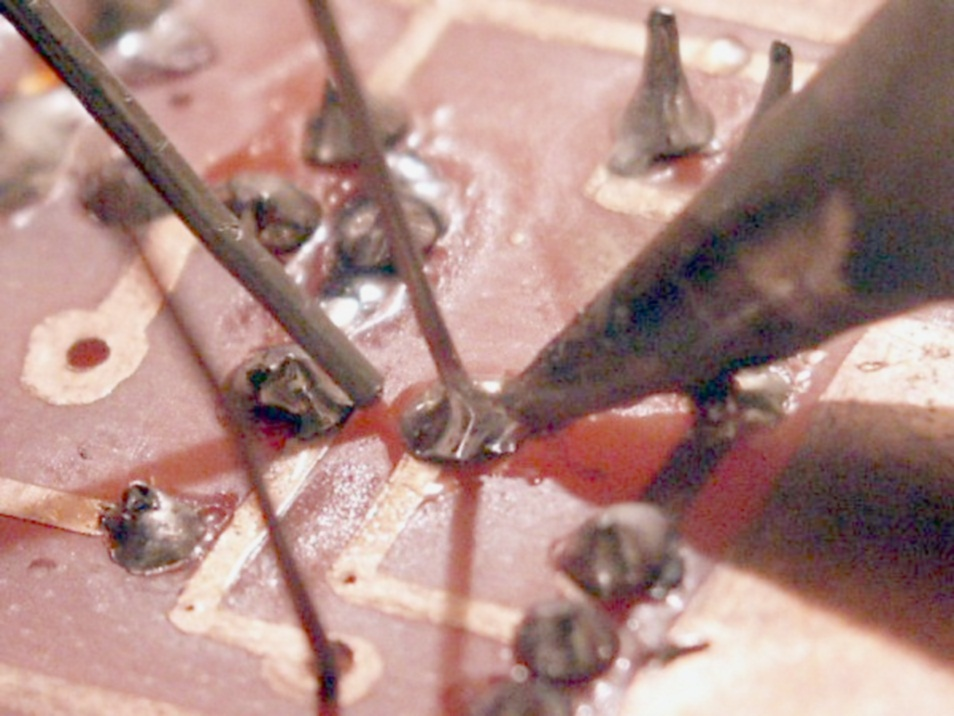
はんだ面から見たスルーホール実装による基板。基板上の配線により各部品が接続されている。部品そのものは裏面（部品面）にある。

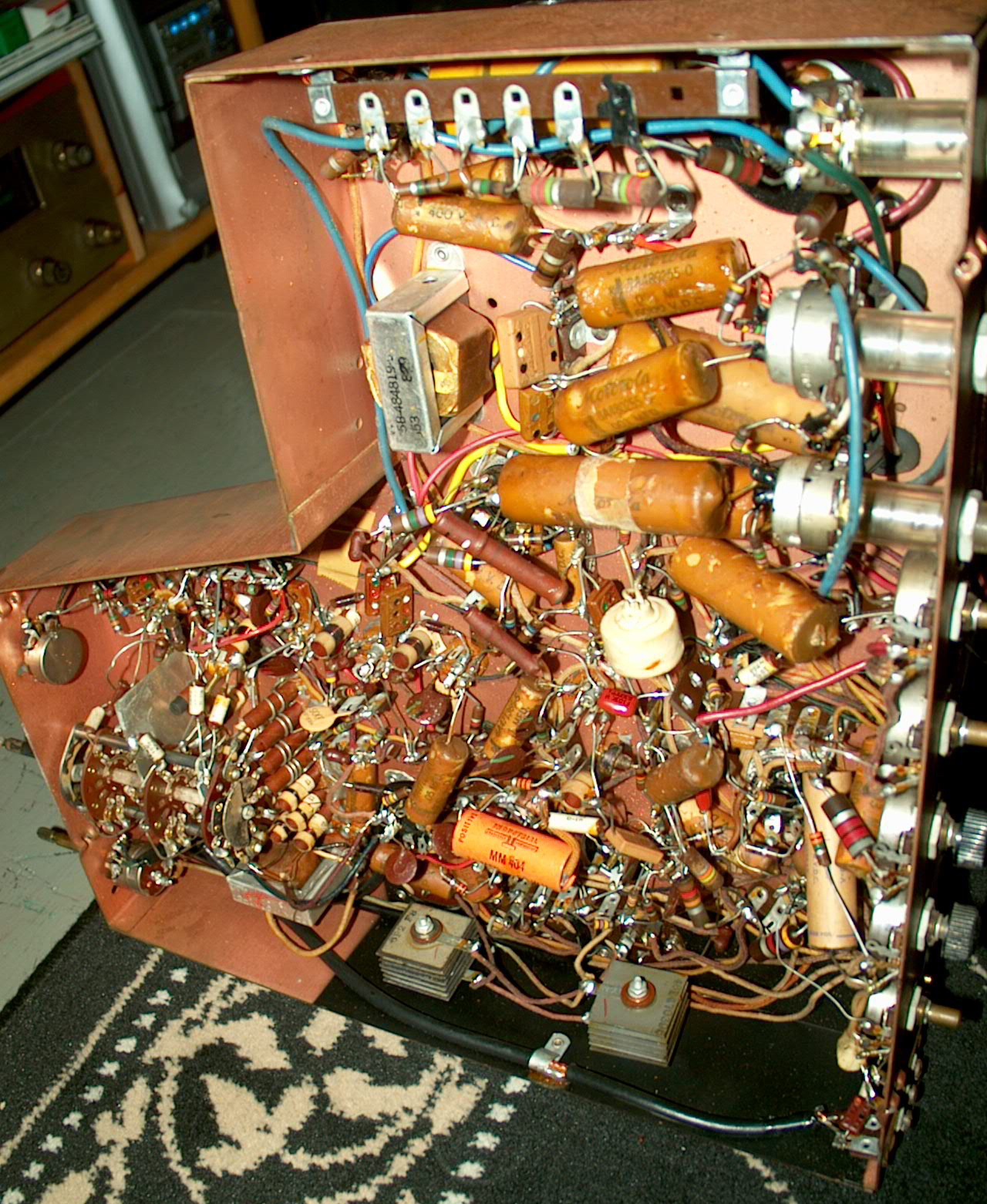
下面から見た1948年のモトローラのテレビ。ポイント・トゥ・ポイント工法のため、配線が非常に複雑になっている。

スルーホール実装（スルーホールじっそう、英: Through-hole technology;THT, Through-hole mount; THM）とは電気部品、電子部品や電線をプリント基板に実装する方法の一つ。挿入実装（そうにゅうじっそう、英: Insertion mount technology; IMT）とも呼ばれる。電子部品につながるリード端子を基板の孔（スルーホール）に通して、片面、もしくは両面にはんだ付けする工法である。

## 歴史
スルーホール技術は、ポイント・トゥ・ポイント構造のような、以前のエレクトロニクス組立技術にほぼ完全に取って代わった。1950年代の第2世代コンピュータから1980年代半ばに表面実装技術（SMT）が普及するまで、典型的なプリント基板（Printed Circuit Board、PCB）上のすべての部品はスルーホール部品だった。PCBは当初、片面のみに配線回路が印刷されていたが、後に両面に印刷されるようになり、その後、多層基板が使用されるようになった。スルーホールは、部品のリード線が導電層と接触する必要があるために、メッキスルーホール（PTH）となった。メッキスルーホールは、表面実装(surface-mount technology、SMT）基板では部品の接続にはもはや必要ないが、層間の相互接続にはまだ使用されており、この役割は通常ビアと呼ばれる。

## 特徴
電気回路を製造する方法としては他にポイント・トゥ・ポイント配線があるが、これは電気部品同士を直接接続して回路を構成ため、回路が複雑化すると製造が困難となっていた。しかし、スルーホール実装でプリント基板に実装すると配線を大幅に減らし、製造も簡単になるため古くから広く使われていた。
1980年代から急速に増加した表面実装と比べると基板面積を広くとる上、孔のために基板の両面、全層を占有してしまう。しかし、応力のかかる電子部品（メカニカルスイッチ、メカニカルボリューム）は基板に応力を逃すことができるためはずれにくくなる。

## 工法過程
スルーホール実装は下記のような工程となる。
1. 電子部品を孔に挿入できる形に整える。リード部品の一部はリード部の形状が変えられるため、基板形状にあわせて変形させることができる。
2. 電子部品をプリント基板の孔に挿入する。試作品や少数生産品は人間の手により行うが、大量生産製品はロボットで行う[2]。
3. はんだ付けを行う。フロー炉[3]に投入することもある。
4. 冷却する。